# Ehrenzeichen der Deutschen Volkspolizei

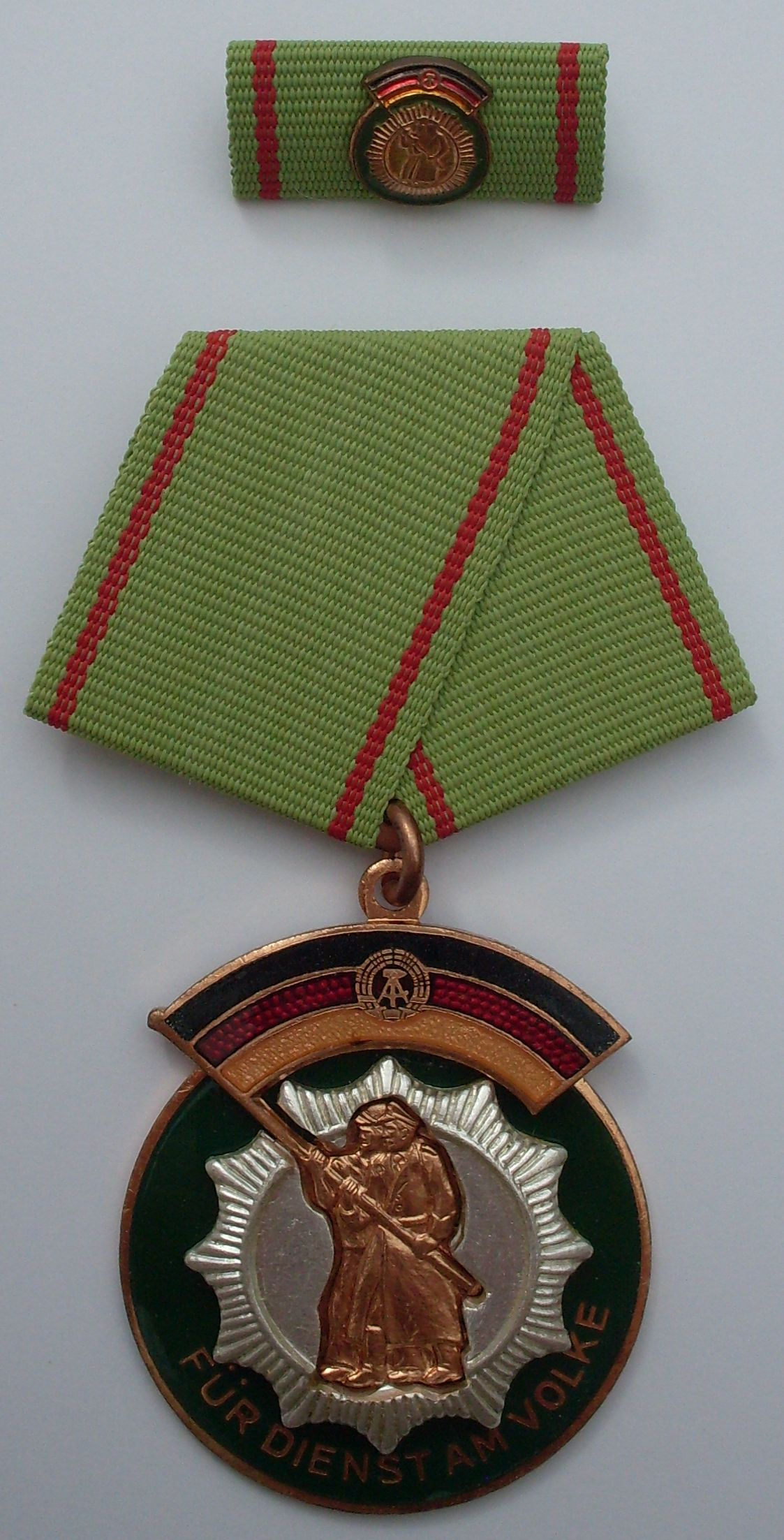
Ehrenzeichen der Deutschen Volkspolizei der vierten Form

Das Ehrenzeichen der Deutschen Volkspolizei war eine staatliche Auszeichnung  der Deutschen Demokratischen Republik (DDR), welche in Form einer tragbaren Medaille verliehen wurde. 

## Geschichte
Die Stiftung der Auszeichnung wurde gemäß Befehl Nr. 41 von Nikolai Erastowitsch Bersarin vom 12. Mai 1945 zum 1. Juni 1949 befohlen, erstmals wurde sie an diesem Tag auch an verdiente Angehörige der Volkspolizei verliehen. Unterzeichnet war die Veröffentlichung des Befehls von Erich Mielke und Kurt Fischer. Die Verleihung erfolgte für hervorragende Leistungen beim umfassenden Aufbau des Sozialismus sowie bei der Festigung der Arbeiter-und-Bauern-Macht. Ferner auch für persönliche Tapferkeit und selbstlosen Einsatz der eigenen Person zum Schutze der DDR. Sie konnte auch für hervorragende Leistungen zur Stärkung der bewaffneten Organe des Ministeriums des Innern verliehen werden. Ab 1956 konnte mit ihr nicht nur Einzelpersonen, sondern auch Kollektive und ganze Dienststellen geehrt werden.

## Aussehen und Tragweise

### Erste Form (1949–1955)
Die grün emaillierte Medaille als Steckkreuz mit einem Durchmesser von 35 mm zeigt auf ihrem Avers zeigt mittig einen silbernen Polizeistern mit der darunter liegenden Umschrift: FÜR DIENST AM VOLKE, die etwa 1/4 des Kreises ausmacht. Auf dem silbernen Polizeistern sind zwei goldfarbene Personen dargestellt. Vom Betrachter aus gesehen links ein Arbeiter und rechts ein Polizist die beide gemeinsam eine schwarz-rot-goldene Fahne tragen, die 5 mm über den oberen Rand der Medaille hinausreicht. Auf der Fahne selber ist im schwarzen und roten Feld bis 1955 in goldener Schrift mit schwarzer Umrandung: DEM VORBILDLICHEN / VOLKSPOLIZISTEN zu lesen. Das Revers der Medaille ist glatt und zeigt eine senkrecht verlötete Nadel und eine eingeschlagene Verleihungszahl. Bis zur Verleihungszahl 0700 bestand die Medaille aus Bronze, von 0701 bis 1500 dann aus Eisen und wieder anschließend bis zur 8000 Verleihungsnummer aus Bronze. Getragen  wurde die Medaille als Steckkreuz an der linken oberen Brustseite, wobei die Interimsspange mit hellgrünen Stoff bezogen war in dessen zwei senkrecht verlaufende 1,5 mm breite rote Streifen eingewebt sind, die 2 mm vom Saum entfernt stehen.

### Zweite Form (1956–1962)
Die zweite Form der Medaille gleicht der ersten Form. Jedoch mit dem signifikanten Unterschied, dass die zweizeilige Inschrift auf der Fahne fehlt. Ihre Verleihungsnummern, die ebenfalls auf der Rückseite zu sehen sind reichen von 6001 bis 8000. Getragen wurde die Medaille als Steckkreuz an der linken oberen Brustseite, wobei die Interimsspange mit hellgrünen Stoff bezogen war in dessen zwei senkrecht verlaufende 1,5 mm breite rote Streifen eingewebt sind, die 2 mm vom Saum entfernt stehen.

### Dritte Form (1963–1964)
Die dritte Form der Medaille blieb äußerlich unverändert, auch an der Trageweise änderte sich nichts. Allerdings verfügte diese Form nicht mehr über die bekannte Deutschlandfahne schwarz-rot-gold, sondern zeigte zusätzlich das im Jahr 1959 eingeführte Staatswappen der DDR. Die auf der Rückseite der Medaille angebrachte Nadel war ab 1964 dann auch waagerecht aufgelötet und nicht mehr senkrecht. Eine etwaige eingeschlagene Verleihungsnummer fehlte ab diesem Zeitpunkt ganz. Die Interimsspange blieb gleich und zeigte die veränderte 15 mm hohe Miniatur des Ordenszeichens.

### Vierte Form (1965–1990)
Die vierte und letzte Form der Medaille ab dem Jahr 1965 zeigt das unveränderte Ordenszeichen, welches nun allerdings nicht mehr als Steckkreuz, sondern an einer fünfeckigen pentagonalen Spange getragen wurde, die die gleiche Ausführung aufwies, wie die Formen zuvor. Die Interimspange ist von gleicher Beschaffenheit, zeigt jedoch nur noch eine 10 mm hohe aufgelegte Miniatur der Medaille.